# لبه آینه
لبه آینه (به انگلیسی: Mirror's Edge) یک بازی ویدئویی در سبک اکشن-ماجراجویی سکوبازی است که توسط بخش DICE شرکت بازی‌سازی الکترونیک آرتس طراحی شده‌است. این بازی برای کنسول‌های پلی‌استیشن ۳ و اکس‌باکس ۳۶۰ در ۱۱ نوامبر ۲۰۰۸ در آمریکا و ۱۴ نوامبر ۲۰۰۸ در انگلستان منتشر شد و نسخه سیستم‌عامل مایکروسافت ویندوز آن هم طی زمستان ۲۰۰۹ به بازار آمد.